# Echo-Mailer
Ein Echo-Mailer oder Mail-Echo ist eine Funktion einzelner Mailserver, jeweils eine Kopie der für eine bestimmte Adresse eingehenden E-Mails an den Absender zurückzuschicken, um diesem Überprüfungen zu ermöglichen.
Der Absender erhält die E-Mail in der Regel so zurück, dass er nachvollziehen kann, wie sie beim Empfänger eingeht. Er kann beispielsweise die Änderungen erkennen, die von Mail Transfer Agents am Header vorgenommen werden.
Die Besonderheit des Mail-Echo liegt allein darin, dass die traditionelle Funktion des Bounce, die über ungültige Adressen informieren sollte, noch eingesetzt wird, aber nicht als Fehlermeldung. Weil Absenderadressen nicht überprüft werden können, antworten Mailserver in der Regel nicht mehr automatisch.

## Bekannte E-Mail-Adressen von Echo-Mailern
- echo@mail.town (Dienst funktioniert zuverlässig; Stand 27. März 2024)
- echo@robert-online.com (Dienst funktioniert seit dem 18. Januar 2018 zuverlässig; Stand 16. August 2023)
- mailback@bsc-computer.de (Dienst funktioniert zuverlässig, aber lange Antwortzeiten (ca. 15 min.) durch Greylisting; Stand 16. August 2023)
- ping@stamper.itconsult.co.uk (Dienst funktioniert zuverlässig; Stand 16. August 2023)
- echo@univie.ac.at (Dienst funktioniert zuverlässig; Stand 16. August 2023)
- mail-robot@grossing.de (Dienst funktioniert zuverlässig, aber lange Antwortzeiten durch Greylisting; Stand 16. August 2023)
- echo@datevnet.de (Dienst funktioniert zuverlässig; Stand 9. November 2023)
- echo@charite.de (Dienst funktioniert zuverlässig; Stand 16. August 2023)
- echo@computer42.org (Dienst funktioniert zuverlässig, aber lange Antwortzeiten (ca. 15 min.) durch Greylisting; Stand 9. November 2023)
- echo@smtpecho.de (Als Spamschutz muss das aktuelle Passwort in der Betreffzeile eingetragen werden, zu finden unter https://www.smtpecho.de/)